# Magnus consensus
Als Magnus consensus (lateinisch für: „große Übereinstimmung“) wird in der evangelischen Theologie ein Konsens der Mitglieder einer Kirche bezeichnet, der so weitgehend ist, dass er eine Änderung kirchlicher Regelungen und Ordnungen ermöglicht.

## Herkunft des Begriffs
Die Formulierung stammt aus der lateinischen Fassung der Confessio Augustana. Im Einleitungssatz des ersten Artikels heißt es: „Die Gemeinden lehren bei uns in voller Übereinstimmung…“ Die „volle Übereinstimmung“ in der Lehre fungiert in der Confessio Augustana als ein Wahrheitskriterium. Schon vorreformatorisch wurde der Konsens der Kirchenväter so verstanden; das Motiv lässt sich bis ins Neue Testament zurückverfolgen. Die Eintracht der Apostel beim sogenannten Apostelkonzil (Apg 15,5) lieferte das Idealbild kirchlicher Beschlussfassung. Man nimmt an, dass der consensus, vom Heiligen Geist bewirkt, auf einmal da ist und festgestellt werden kann. Das heißt auch: der consensus kann nicht ausgehandelt werden, ist nicht Ergebnis von Kompromissen. Für die Unterzeichner der Confessio Augustana war evident, das sich dieser consensus durch (private und kirchliche) Lektüre der Bibel einstellt.
Die Formel hat bereits in der Confessio Augustana eine Doppeldeutigkeit: Bestimmte Dogmen (im Artikel 1 der CA: die Trinitätslehre) gelten in der Kirche und sind Gegenstand des magnus consensus. Umgekehrt ist die Zustimmung zum magnus consensus Voraussetzung, um zur Kirche zu gehören (bezogen auf die CA: Antitrinitarier gehören nicht dazu).

## Relevanz im 20./21. Jahrhundert (Beispiele)

### Lutherischer Weltbund
Das lutherisch/römisch-katholische Konsensdokument Gemeinsame Erklärung zur Rechtfertigungslehre (GER) wurde seitens des Lutherischen Weltbunds (LWB) angenommen, nachdem der magnus consensus der Mitgliedskirchen festgestellt worden war. Dazu übersandte der LWB-Generalsekretär Ishmael Noko den Text am 27. Februar 1997 an die Mitgliedskirchen mit der Frage: „Akzeptiert Ihre Kirche die in … der Gemeinsamen Erklärung zur Rechtfertigungslehre erreichten Ergebnisse und bejaht somit, daß … die Lehrverurteilungen der Lutherischen Bekenntnisschriften hinsichtlich der Rechtfertigung die Lehre der römisch-katholischen Kirche über die Rechtfertigung, wie sie in der gemeinsamen Erklärung dargestellt ist, nicht mehr treffen?“ Mit der Auswertung der beim LWB einlaufenden Voten der lutherischen Mitgliedskirchen wurde das Institut für Ökumenische Forschung (Straßburg) beauftragt; dieses legte am 9. Juni 1998 seine Ergebnisse vor und zählte dabei nicht die Mitgliedskirchen, sondern die von diesen repräsentierten Lutheraner, als hätte weltweit eine Mitgliederbefragung stattgefunden. Auf diese Weise wurde festgestellt, dass 78,3 % der vom LWB repräsentierten Lutheraner, über 48 Millionen Menschen, der GER zugestimmt hatten. Am 16. Juni 1998 erklärte der Lutherische Weltbund, der magnus consensus sei hergestellt und nahm für seine Mitgliedskirchen die GER offiziell an.

### Evangelische Kirche im Rheinland
Auf der Landessynode der Evangelischen Kirche im Rheinland wurde 1993 als Proponendum eingebracht, die Ergebnisse des jüdisch-christlichen Dialogs durch eine Ergänzung des Grundartikels der Kirchenordnung festzuhalten. Der Tagungsausschuss für Kirchenordnung und Rechtsfragen auf der Synodaltagung 1993 stellte fest, dass einer Änderung der Grundordnung die Befragung aller Kirchenkreise und Gemeinden vorausgehen müsse und für Änderungen mit Bekenntnisrang (worum es sich hierbei handelt) von der Landessynode der magnus consensus festgestellt werden müsse; das sei eine 2/3-Mehrheit. (Dagegen wandte Eckard Schwab ein, magnus consensus heiße Einmütigkeit und nicht qualifizierte Mehrheit. Das gäbe jeder Gemeinde ein Vetorecht und machte Änderungen der Grundordnung faktisch unmöglich.) Die Auswertung der Gemeinden- und Kirchenkreisbefragung erbrachte die 2/3-Mehrheit.
Abschnitt I, Abs. 6 des Grundartikels wurde durch Kirchengesetz vom 15. Januar 2021 (KABl. S. 50) geändert und folgender Text hinzugefügt: „Sie [= die Evangelische Kirche im Rheinland] bezeugt die Treue Gottes, der an der Erwählung seines Volkes Israel festhält. Mit Israel hofft sie auf einen neuen Himmel und eine neue Erde.“